# ولزو بلینی
ولزو بلینی (به ایتالیایی: Vellezzo Bellini) یک کومونه در ایتالیا است که در استان پاویا واقع شده‌است.

## خصوصیات
ولزو بلینی ۷٫۹ کیلومترمربع مساحت و ۲٬۵۶۵ نفر جمعیت دارد.